# Budy Jeżewskie
Budy Jeżewskie (prononciation [ˈbudɨ jɛˈʐɛfskʲɛ]) est une localité de la gmina de Zadzim, du powiat de Poddębice, dans la voïvodie de Łódź, située dans le centre de la Pologne.
Sa population s'élevait à 15 habitants en 2010.

## Administration
De 1975 à 1998, la localité était attachée administrativement à l'ancienne voïvodie de Sieradz.

Depuis 1999, elle fait partie de la nouvelle voïvodie de Łódź.